# Оренбургский район
Оренбу́ргский райо́н — административно-территориальная единица (район) и муниципальное образование (муниципальный район) в Оренбургской области России.
Административный центр — город Оренбург (в состав района не входит).

## География
Оренбургский район расположен в центре области, площадь территории — 5022 км², общая протяженность границ составляет около 450 км.
Район граничит: на севере — с Сакмарским районом, на востоке — с Беляевским и Саракташским районами, на юге — с Соль-Илецким районом, на западе — с Илекским и Переволоцким районами Оренбургской области.

## История
Оренбургский район является одним из старейших районов области. Первоначально образован 20 марта 1920 года. В связи с преобразованиями был ликвидирован и окончательно, в третий раз, образован 1 сентября 1938 года. С 29 января 1938 года по 1957 года носил название Чкаловский район.
24 сентября 2004 года в соответствии с законом Оренбургской области № 1472/246-III-ОЗ в составе района образовано 31 муниципальное образование (сельское поселение), установлены границы муниципальных образований.

## Население
| 2002    | 2003    | 2004    | 2009     | 2010     | 2012     | 2013     | 2014    | 2015    |
| ------- | ------- | ------- | -------- | -------- | -------- | -------- | ------- | ------- |
| 65 130  | ↗65 600 | ↗66 900 | ↗75 595  | ↘74 404  | ↗76 447  | ↗78 442  | ↗80 663 | ↗85 250 |
| 2016    | 2017    | 2018    | 2019     | 2020     | 2021     | 2024     |         |         |
| ↗89 945 | ↗94 916 | ↗98 730 | ↗101 175 | ↗102 744 | ↗112 095 | ↗118 373 |         |         |

### Национальный состав
По результатам переписей населения:
| Народ    | Численность в 2002 г., чел. | Доля в 2002 г., % | Численность в 2020 г., чел. | Доля в 2020 г.*, % |
| -------- | --------------------------- | ----------------- | --------------------------- | ------------------ |
| русские  | 48395                       | 74.3              | 86432                       | 80.7               |
| казахи   | 7773                        | 11.9              | 9259                        | 8.6                |
| татары   | 2724                        | 4.2               | 5196                        | 4.8                |
| украинцы | 2248                        | 3.5               | 736                         | 0.7                |
| башкиры  | 564                         | 0.9               | 795                         | 0.7                |
| мордва   | 608                         | 0.9               | 276                         | 0.2                |
| немцы    | 548                         | 0.8               | 264                         | 0.2                |
| чуваши   | 231                         | 0.4               | 110                         | 0.1                |
| беларусы | 243                         | 0.4               | 79                          | 0.07               |
| другие   | 1795                        | 2.8               | 3883                        | 2.9                |
| всего    | 65130                       | 100               | 107 033                     | 100                |

* От указавших национальную принадлежность (107033 человек).

## Территориальное устройство
Оренбургский район как административно-территориальная единица области включает 30 сельсоветов и 1 поссовет. В рамках организации местного самоуправления, Оренбургский муниципальный район включает соответственно 31 муниципальное образование со статусом сельского поселения (сельсовет/поссовет):
| №  | Муниципальное образование       | Административный центр    | Количество населённых пунктов | Население (чел.) | Площадь (км²) |
| -- | ------------------------------- | ------------------------- | ----------------------------- | ---------------- | ------------- |
| 1  | Архангеловский сельсовет        | село Архангеловка         | 2                             | ↘688             | 130,30        |
| 2  | Благословенский сельсовет       | село Благословенка        | 1                             | ↗1485            | 83,04         |
| 3  | Бродецкий сельсовет             | село Бродецкое            | 2                             | ↘1094            | 134,76        |
| 4  | Весенний сельсовет              | посёлок Весенний          | 1                             | ↗5211            | 14,79         |
| 5  | Горный сельсовет                | посёлок Горный            | 2                             | ↘2408            | 107,68        |
| 6  | Дедуровский сельсовет           | село Дедуровка            | 1                             | ↘1492            | 188,33        |
| 7  | Зауральный сельсовет            | посёлок Зауральный        | 2                             | ↗1215            | 59,15         |
| 8  | Зубаревский сельсовет           | село Зубаревка            | 2                             | ↘709             | 78,03         |
| 9  | Ивановский сельсовет            | село Ивановка             | 1                             | ↗11 800          | 169,87        |
| 10 | Каменноозёрный сельсовет        | село Каменноозёрное       | 2                             | ↘1758            | 124,47        |
| 11 | Караванный сельсовет            | посёлок Караванный        | 4                             | ↘3079            | 343,83        |
| 12 | Красноуральский сельсовет       | село имени 9 Января       | 2                             | ↘6371            | 152,50        |
| 13 | Ленинский сельсовет             | посёлок Ленина            | 1                             | ↗5432            | 85,52         |
| 14 | Нежинский сельсовет             | село Нежинка              | 2                             | ↗10 915          | 163,70        |
| 15 | Нижнепавловский сельсовет       | село Нижняя Павловка      | 1                             | ↘3882            | 299,54        |
| 16 | Никольский сельсовет            | село Никольское           | 1                             | ↘1144            | 271,21        |
| 17 | Первомайский поссовет           | посёлок Первомайский      | 1                             | ↗7231            | 793,06        |
| 18 | Подгородне-Покровский сельсовет | село Подгородняя Покровка | 2                             | ↗9532            | 145,22        |
| 19 | Пречистинский сельсовет         | село Пречистинка          | 1                             | ↘617             | 28,85         |
| 20 | Пригородный сельсовет           | посёлок Пригородный       | 3                             | ↗9459            | 87,33         |
| 21 | Приуральский сельсовет          | посёлок Приуральский      | 5                             | ↘2064            | 282,48        |
| 22 | Пугачёвский сельсовет           | посёлок Пугачёвский       | 3                             | ↘1412            | 269,41        |
| 23 | Сергиевский сельсовет           | село Сергиевка            | 6                             | ↗2145            | 78,84         |
| 24 | Соловьёвский сельсовет          | посёлок Соловьёвка        | 1                             | ↘756             | 15,39         |
| 25 | Степановский сельсовет          | хутор Степановский        | 3                             | ↗2340            | 31,84         |
| 26 | Струковский сельсовет           | село Струково             | 2                             | ↘739             | 93,19         |
| 27 | Чебеньковский сельсовет         | посёлок Чебеньки          | 4                             | ↗5020            | 258,50        |
| 28 | Чернореченский сельсовет        | село Черноречье           | 1                             | ↘1652            | 135,08        |
| 29 | Чкаловский сельсовет            | посёлок Чкалов            | 2                             | ↘2211            | 163,51        |
| 30 | Экспериментальный сельсовет     | посёлок Экспериментальный | 4                             | ↗3220            | 222,94        |
| 31 | Южноуральский сельсовет         | село Южный Урал           | 3                             | ↗4665            | 9,72          |

### Населённые пункты
В Оренбургском районе 68 населённых пунктов.
| №  | Населённый пункт            | Тип          | Население | Муниципальное образование       |
| -- | --------------------------- | ------------ | --------- | ------------------------------- |
| 1  | 1506 км                     | разъезд      | 46        | Степановский сельсовет          |
| 2  | 17 км                       | разъезд      | 61        | Сергиевский сельсовет           |
| 3  | 19 км                       | разъезд      | 33        | Южноуральский сельсовет         |
| 4  | № 20                        | ж.д. разъезд | 206       | Экспериментальный сельсовет     |
| 5  | Архангеловка                | село         | 588       | Архангеловский сельсовет        |
| 6  | Аэропорт                    | посёлок      | 399       | Нежинский сельсовет             |
| 7  | Бакалка                     | посёлок      | 380       | Чебеньковский сельсовет         |
| 8  | Беленовка                   | село         | 151       | Приуральский сельсовет          |
| 9  | Береговой                   | посёлок      | 448       | Караванный сельсовет            |
| 10 | Благословенка               | село         | ↗1485     | Благословенский сельсовет       |
| 11 | Благословенское Лесничество | посёлок      | 41        | Чкаловский сельсовет            |
| 12 | Бродецкое                   | село         | ↗1284     | Бродецкий сельсовет             |
| 13 | Былинный                    | посёлок      | 257       | Чебеньковский сельсовет         |
| 14 | Весенний                    | посёлок      | ↗5211     | Весенний сельсовет              |
| 15 | Воскресеновка               | село         | 116       | Архангеловский сельсовет        |
| 16 | Всходы                      | посёлок      | 152       | Чебеньковский сельсовет         |
| 17 | Вязовка                     | село         | 479       | Приуральский сельсовет          |
| 18 | Горный                      | посёлок      | ↘1094     | Горный сельсовет                |
| 19 | Дедуровка                   | село         | ↘1492     | Дедуровский сельсовет           |
| 20 | Джеланды                    | посёлок      | 176       | Пугачёвский сельсовет           |
| 21 | Западный                    | посёлок      | 28        | Зауральный сельсовет            |
| 22 | Зауральный                  | посёлок      | ↗1087     | Зауральный сельсовет            |
| 23 | Зубаревка                   | село         | 507       | Зубаревский сельсовет           |
| 24 | Ивановка                    | село         | ↗11 800   | Ивановский сельсовет            |
| 25 | имени 9 Января              | село         | ↗5914     | Красноуральский сельсовет       |
| 26 | Казачий                     | хутор        | 68        | Караванный сельсовет            |
| 27 | Каменноозёрное              | село         | ↗1043     | Каменноозёрный сельсовет        |
| 28 | Караванный                  | посёлок      | ↘2432     | Караванный сельсовет            |
| 29 | Комсомольское Лесничество   | посёлок      | 15        | Степановский сельсовет          |
| 30 | Красная Поляна              | хутор        | 74        | Сергиевский сельсовет           |
| 31 | Ленина                      | посёлок      | ↗5432     | Ленинский сельсовет             |
| 32 | Лесничество                 | посёлок      | 142       | Пригородный сельсовет           |
| 33 | Мазуровка                   | село         | 191       | Сергиевский сельсовет           |
| 34 | Медовка                     | хутор        | 47        | Пригородный сельсовет           |
| 35 | Мирный Путь                 | посёлок      | 179       | Приуральский сельсовет          |
| 36 | Нежинка                     | село         | ↗10 656   | Нежинский сельсовет             |
| 37 | Нижнепавловские Лагеря      | деревня      | 8         | Южноуральский сельсовет         |
| 38 | Нижняя Павловка             | село         | ↘3882     | Нижнепавловский сельсовет       |
| 39 | Никольское                  | село         | ↘1144     | Никольский сельсовет            |
| 40 | Павловка                    | село         | ↗1994     | Подгородне-Покровский сельсовет |
| 41 | Паника                      | село         | 381       | Пугачёвский сельсовет           |
| 42 | Панкратовский               | хутор        | 61        | Сергиевский сельсовет           |
| 43 | Первомайский                | посёлок      | ↗7231     | Первомайский поссовет           |
| 44 | Подгородняя Покровка        | село         | ↗7538     | Подгородне-Покровский сельсовет |
| 45 | Пречистинка                 | село         | ↘617      | Пречистинский сельсовет         |
| 46 | Пригородный                 | посёлок      | ↗9274     | Пригородный сельсовет           |
| 47 | Приуральский                | посёлок      | ↘914      | Приуральский сельсовет          |
| 48 | Приютово                    | село         | 265       | Сергиевский сельсовет           |
| 49 | Пугачёвский                 | посёлок      | ↘836      | Пугачёвский сельсовет           |
| 50 | Репино                      | село         | 344       | Струковский сельсовет           |
| 51 | Светлогорка                 | посёлок      | 266       | Экспериментальный сельсовет     |
| 52 | Сергиевка                   | село         | ↗1252     | Сергиевский сельсовет           |
| 53 | Соловьёвка                  | посёлок      | ↘756      | Соловьёвский сельсовет          |
| 54 | Старица                     | село         | ↗772      | Красноуральский сельсовет       |
| 55 | Степановский                | хутор        | ↗1735     | Степановский сельсовет          |
| 56 | Струково                    | село         | 491       | Струковский сельсовет           |
| 57 | Узловой                     | посёлок      | 60        | Караванный сельсовет            |
| 58 | Херсоновка                  | хутор        | ↘0        | Бродецкий сельсовет             |
| 59 | Цветная Пустошь             | село         | 107       | Зубаревский сельсовет           |
| 60 | Чебеньки                    | посёлок      | ↗4457     | Чебеньковский сельсовет         |
| 61 | Черноречье                  | село         | ↘1652     | Чернореченский сельсовет        |
| 62 | Чистый                      | посёлок      | 262       | Экспериментальный сельсовет     |
| 63 | Чкалов                      | посёлок      | ↗1832     | Чкаловский сельсовет            |
| 64 | Чулошников                  | хутор        | 542       | Каменноозёрный сельсовет        |
| 65 | Экспериментальный           | посёлок      | ↗1928     | Экспериментальный сельсовет     |
| 66 | Южный Урал                  | село         | ↗4599     | Южноуральский сельсовет         |
| 67 | Юный                        | посёлок      | ↘1291     | Горный сельсовет                |
| 68 | Яровой                      | посёлок      | 379       | Приуральский сельсовет          |

Упраздненные населенные пункты
19 февраля 1999 года были упразднены поселок Степной и поселок Знаменский.

## Экономика
Район располагает богатыми природными ресурсами и полезными ископаемыми. Минеральные ресурсы представлены, прежде всего, газоконденсатными и нефтяными месторождениями.
Ведущей отраслью экономики является сельское хозяйство. Специализация в сельском хозяйстве — производство зерновых и мясо-молочной продукции. Главными культурами возделывания являются яровая пшеница и яровой ячмень, немалый удельный вес занимают и озимые зерновые.

## Социальная сфера
В районе имеются 54 общеобразовательных учреждения. Из них: 35 средних школ, 9 основных, 6 начальных школ, в том числе 3 школы-комплекса для детей дошкольного и младшего школьного возраста, вечерняя сменная школа, районный Дом детского творчества, детско-юношеская спортивная школа. В районе 49 дошкольных образовательных учреждений.
Система лечебно-профилактических учреждений представлена 29 фельдшерско-акушерскими пунктами, 4 здравпунктами, 11 врачебными амбулаториями, 6 участковыми больницами и Центральной районной больницей.